# The CW
The CW Television Network (zkráceně The CW) je americká televizní stanice, která byla založena 24. ledna 2006. Vysílání zahájila dne 18. září 2006. Stanice je provozována společností The CW Network, která je společným podnikem CBS Entertainment Group (součást Paramount Global, do roku 2019 část CBS Corporation) a Warner Bros. Entertainment (součást Warner Bros. Discovery). Jejím ředitelem je Mark Pedowitz. Název „CW“ je složen z písmen „C“ (z CBS) a „W“ (z Warner Bros.). Stanice je následovníkem kanálů The WB a UPN.
Od roku 2012 je možné sledovat The CW také ve vysokém rozlišení ve formátu 1080i nebo 720p a to na The CW HD.

## Charakteristika
Stanice je zaměřená především na diváky ve věkovém rozhraní od 18 do 34 let. Dne 4. října 2014 se započal vysílat blok One Magnificent Morning, který je zaměřen na diváky od 10 do 16 let.

## Programová nabídka

### Aktuálně vysílané pořady
Seriály:
- Flash (2014–dosud)
- Legends of Tomorrow (2016–dosud)
- Riverdale (2017–dosud)
- Dynastie (2017–dosud)
- Fotbalový talent (2018–dosud)
- Charmed (2018–dosud)
- Odkaz (2018–dosud)
- Roswell: Nové Mexiko (2019–dosud)
- In the Dark (2019–dosud)
- Batwoman (2019–dosud)
- Nancy Drew (2019–dosud)
- Two Sentence Horror Stories (2019–dosud)
- Walker (2021–dosud)
- Superman a Lois (2021–dosud)
- Kung Fu (2021–dosud)
- Stargirl (2021–dosud; původně na DC Universe 2020)
- 4400 (2021–dosud)
- Naomi (2022–dosud)
- Sportovní talent: Návrat (2022–dosud)

Reality show:
- Whose Line Is It Anyway? (2013–dosud)
- Penn & Teller: Oblafni mě! (2014–dosud)
- Masters of Illusion (2014–dosud)
- Mysteries Decoded (2019–dosud)
- The CW Happy Hour (2020–dosud)
- Killer Camp (2020–dosud)
- Fridge Wars (2020–dosud)
- Being Ruben (2020–dosud)

Talk show:
- The Jerry Springer Show (2018–dosud)

Dětské seriály:
- This Old House: Trade School (2017–dosud)
- Did I Mention Invention? (2018–dosud)
- Jack Hanna's Into the Wild (2019–dosud)
- Jewels of the Natural World (2020–dosud)

### Připravované seriály
- Kung Fu (2021)
- The Republic of Sarah (2021)
- Stargirl (2021; původně na DC Universe 2020)